# سنبلات هورونیتی
سنبلات هورونیتی (عبری: סַנְבַלַּט‎؛ یک رهبر سامری‌ها، از مقامات شاهنشاهی هخامنشی و معاصر نحمیا پیامبر بنی‌اسرائیل بود که در اواسط تا اواخر قرن پنجم پیش از میلاد می‌زیست. او و خانواده‌اش در پاپیروس‌های فیل و استراکای معاصر ذکر شده‌اند.
نام خدای سین در متن نام سنبلات از آن زمان به اشتباه با اسم انگلیسی نامربوط sin (گناه) در برخی از تفسیرهای مشهور انگلیسی دربارهٔ نحمیا اشتباه گرفته شده‌است. دیگر مفسران پیشین گاه سنبلات را به‌عنوان یک درجه نظامی و نه یک نام می‌گرفتند.